# José Francisco Oliveros

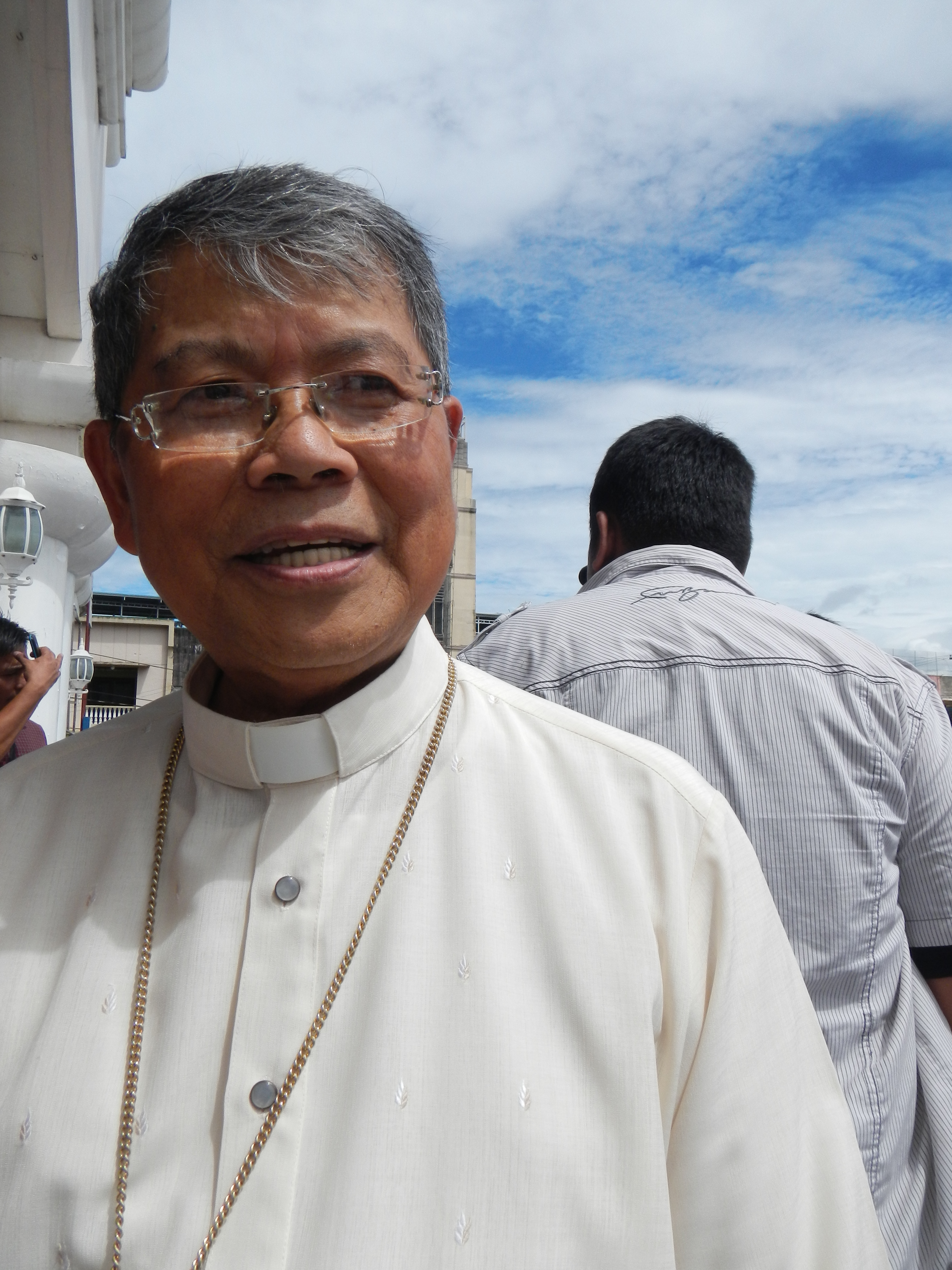
José Francisco Oliveros, 2014

José Francisco Oliveros (* 11. September 1946 in Quezon, Provinz Quezon, Philippinen; † 11. Mai 2018 in Malolos, Provinz Bulacan) war Bischof von Malolos.

## Leben
José Francisco Oliveros empfing am 28. November 1970 durch Papst Paul VI. das Sakrament der Priesterweihe für das Bistum Lucena. 1984 wurde José Francisco Oliveros in den Klerus des Bistums Gumaca inkardiniert.
Am 2. Februar 2000 ernannte ihn Papst Johannes Paul II. zum Bischof von Boac. Der Apostolische Nuntius auf den Philippinen, Erzbischof Antonio Franco, spendete ihm am 20. März desselben Jahres die Bischofsweihe; Mitkonsekratoren waren der Erzbischof von Lipa, Gaudencio Rosales, und der Bischof von Gumaca, Emilio Marquez. Am 14. Mai 2004 bestellte ihn Johannes Paul II. zum Bischof von Malolos. Die Amtseinführung erfolgte am 5. August desselben Jahres.